# Île de la Borde
Pour les articles homonymes, voir Borde.
L'île de la Borde, aussi appelée île La Borde ou île Laborde, est une île de la Seine qui se trouve dans le nord-ouest des Yvelines, à 20 km environ au nord-ouest de Paris, le long de la rive gauche du fleuve dont elle est séparée par le « bras de la Petite Rivière ».

## Toponymie
Du germanique bord (« une cabane en planches »), du gascon borde désignant une bergerie à toit de brande ou de paille (le terme de « parc » étant réservé aux bergeries couvertes en tuiles). Cf. basque et catalan borda, même sens.

## Description
Elle est partagée administrativement entre les communes du Mesnil-le-Roi (les deux tiers sud-ouest) et de Maisons-Laffitte (le tiers nord-est). Elle se trouve dans le prolongement amont de l'île de la Commune dont elle était séparée autrefois par un étroit bras du fleuve aujourd'hui comblé.
L’île de La borde a été objet d'un plan d'aménagement en 1937 qui prévoyait d'y aménager une plage et d'y construire un casino. Ce plan ne fut jamais réalisé.
Actuellement une partie d'île est une propriété privée et l'autre abrite principalement des aires récréatives du camping international. L'île est reliée au Mesnil-le-Roi par une passerelle.